# 推薦系統
推荐系统是一种信息过滤系统，根據用户对物品的“评分”或“偏好”來推送相應內容。
推荐系统应用于各行各业。推荐的对象包括：电影、音乐、新闻、书籍、学术论文、搜索查询、分众分类、以及其他产品。也有一些推荐系统专门为寻找专家、合作者、笑话、餐厅、美食、金融服务、生命保险、網路交友，以及Twitter页面设计。

## 综述
推荐系统产生推荐列表的方式通常有两种：协同过滤以及基于内容推荐，或者基于个性化推荐。 协同过滤方法根据用户历史行为（例如其购买的、选择的、评价过的物品等）结合其他用户的相似决策建立模型。这种模型可用于预测用户对哪些物品可能感兴趣（或用户对物品的感兴趣程度）。 基于内容推荐利用一些列有关物品的离散特征，推荐出具有类似性质的相似物品。两种方法经常互相结合（参考混合推荐系统）
协同过滤和基于内容推荐的区别可以比较两个流行的音乐推荐系统 --- Last.fm 和 Pandora Radio.
- Last.fm 建立通过观察用户日常收听的乐队或歌手，并与其它用户的行为进行比对，建立一个“电台”，以此推荐歌曲。Last.fm 会播放不在用户曲库中，但其他相似用户经常会播放的其它音乐。鉴于这种方式利用了用户行为，因此可以认为它是协同过滤技术的一种应用范例。
- Pandora 使用歌曲或者艺人的属性（由音乐流派项目提供的400个属性的子集）从而生成一个电台，其中的乐曲都有相似的属性。用户的反馈用于精化电台中的内容。在用户“不喜欢”某一歌曲时，弱化某一些属性；在用户喜欢某一歌曲时，强化另一些属性。这是一种基于内容推荐的方式。

每一种系统都有其长处与弱点。在上面的例子中，为了提供精准推荐，Last.fm 需要大量用户信息。这是一个冷启动问题，在协同过滤系统中是常见的问题。而 Pandora 启动时则仅需要很少信息，然而这种方法的局限性很大（例如，这类方法只能得出与原始种子相似的推荐）。
推荐系统是一种有效代替搜索算法的方式，因为他们帮助用户找到一些他们自己没有办法找到的物品。有趣的是，推荐系统在实现之时通常使用搜索引擎对非传统数据索引。
Montaner 从智能代理角度给出了有关推荐系统的第一篇综述文章。Adomavicius给出了一种新的有关推荐系统的全景。Herlock提供了有关评价推荐系统的技术综述。Beel等讨论了离线评价中的问题。Beel等同事也提供了现有有关推荐系统的研究文献与现存挑战。